# Mei Lanfang (película)
Mei Lanfang (chino simplificado: 梅兰芳; chino tradicional: 梅蘭芳; pinyin: Méi Lánfāng), también distribuida internacionalmente como Forever Enthralled, es una película biográfica china dirigida por Chen Kaige; la película marca la undécima película de Chen como director. Forever Enthralled sigue la vida de Mei Lanfang, uno de los artistas de ópera más importantes de China. Está protagonizada por Leon Lai como Mei, Zhang Ziyi, Sun Honglei y Masanobu Ando.
La película se mostró en competencia en el Festival Internacional de Cine de Berlín 2009 por el premio Oso de oro.

## Producción
Mei Lanfang fue producido con un presupuesto de US$ 15 millones por el China Film Group y la compañía Taiwan Magnetics Corporation Company (CMC Company), que previamente había ayudado a financiar Red Cliff de John Woo y Blood Brothers de Alexi Tan. A diferencia de la película anterior de Chen, The Promise, Chen no vuelve a formar equipo con sus productores habituales, Etchie Stroh y Moonstone Entertainment.
Justo antes del lanzamiento de la película en diciembre de 2008, el productor de Forever Enthralled, China Film Group, se topó con obstáculos legales después de que fue demandado por otra productora, Milimeter. Milimeter afirmó que tenía el copyright de la película con base en un contrato firmado entre las dos compañías en 2004.
En una entrevista con Newsweek, el director Chen Kaige afirmó que, en contraste con su película anterior sobre la ópera de Pekín, "Adiós a mi concubina es ficción", mientras que "Mei Lanfang existió históricamente". En Adiós a mi concubina, Chen tuvo más libertad con la historia (basado en la novela de Lilian Lee), pero con la biografía de Mei Lanfang, Chen fue más cuidadoso ya que la película fue hecha bajo las bendiciones de la familia de Mei Lanfang y Chen consultó con el hijo de Mei sobre la historia de la película. Chen reveló que muchos temas, como el romance extramatrimonial de Mei, eran "tabú" para la familia, pero que el hijo de Mei le dijo a Chen que "hiciera lo que quisieras" siempre que la película tratara esos temas con respeto.

## Elenco
- Leon Lai como Mei Lanfang. Antes de que se llamara a Lai para interpretar al famoso cantante de ópera, Chen Kaige presuntamente también consideró a la estrella taiwanesa Leehom Wang.[5]
- Zhang Ziyi como Meng Xiaodong, amante de Mei Lanfang.
- Wang Xueqi como Tan Xinpei, un veterano cantante de ópera.
- Sun Honglei como Qi Rushan
- Chen Hong como Fu Zhifang como la esposa de Mei Lanfang.
- Masanobu Andō; El actor japonés Ando se unió al elenco junto con Gillian Chung y Chen Hong. El actor Kimura Takuya también fue considerado para el papel de oficial del ejército japonés obsesionado con la ópera, Tanaka Ryuichi, quien se hace amigo de Mei Lanfang.[6]

## Reacciones
La película se estrenó internacionalmente en competencia en el 59 ° Festival Internacional de Cine de Berlín, donde los críticos la calificaron como una película "suntuosa".
The Hollywood Reporter describe la película como "tradicional pero elegantemente montada", y aunque es menos exótica que Adiós a mi concubina, Chen "muestra una firme comprensión del tema, una caracterización simpática y un ojo de experto para el medio cultural de la China de los años treinta y cuarenta". La crítica describe la dirección de arte de la película como "excelente" y señala que hay "desde interiores espléndidamente iluminados a auténticos disfraces y accesorios, que evocan la cultura teatral y la escena literaria de los años treinta en Pekín".
Sin embargo, en sentido más negativo, Variety afirma que la película es una "biopic despachada mecanicamente" que solo es "ocasionalmente atractiva". Variety describe que las actuaciones de reparto de la película son más fuertes que las actuaciones principales, y la película "raramente logra la elevación artística que busca ". Sin embargo, la crítica elogió el diseño de producción, el vestuario y la cinematografía de la película.